# 機動戦士ガンダム 第08MS小隊の登場人物
機動戦士ガンダム 第08MS小隊の登場人物（きどうせんしガンダム だいゼロはちエムエスしょうたいのとうじょうじんぶつ）では、OVA『機動戦士ガンダム 第08MS小隊』に登場する、架空の人物を、所属勢力別に五十音順に列挙する。

## 地球連邦軍

### アリス・ミラー
- 声 - 高島雅羅
- 登場：『ミラーズ・リポート』
- 劇中の設定年齢：29歳

地球連邦軍情報部所属の女性将校で、階級は少佐。ヒマラヤ山脈で救助され、スパイ嫌疑が掛けられたシロー・アマダの軍歴調査のため、極東方面軍コジマ大隊基地を訪れる。
着任当初はシローに手錠をはめた部下のジェイコブを叱責したり、軍上層部の見解に批判的な意見を述べるなど、さもシローの味方であるかのような好意的態度を見せる。その裏で、差し入れたコーヒーと吹きかけるタバコの煙に自白剤を混入。アイナと難を逃れた山中での経緯を証言としてテープに録音し、一転してシローをスパイと決めつけるが如き口調で詰め寄る。
最前線へ発つシローに対し、スパイだという証言を得るべく銃を突きつけて恫喝するなど、言動の端々にジオンに対する強い嫌悪・憎悪が滲み出ているが、それはかつて信じていたジオン軍パイロットに裏切られた自らの経験によるものであり、シローにもそれを見透かされている。
提出された報告書から、上層部は第08小隊を「銃殺刑もしくは生還率の極めて低い最前線送りにする」と決定している。
夏元雅人による漫画『機動戦士ガンダム0083 REBELLION』では、ガンダム試作2号機強奪事件の真相解明のために、ペガサス級強襲揚陸艦アルビオンに乗艦する。宇宙世紀0084年にはバスク・オムによってルナツーに呼び出され、決起した「ネオ・デラーズ・フリート」を率いるアナベル・ガトーが本物であるかを問われる。

### イーサン・ライヤー
Ethan Liar
- 声 - 永井一郎 / 今村直樹[注 1] / 徳山靖彦[注 2]
- 登場話数：第8〜11話

一年戦争後期の、地球連邦軍の極東方面軍に属する独立機械化連隊の連隊長。階級は大佐。一見、穏和なナイスミドルを装っており、シロー・アマダに対する査問会議の際にも、シローの理想論を嘲笑する他の将官たちの中で1人だけ真剣な対応を見せる。しかし、実際はラサ基地破壊の為に坑道内に於けるトラップの存在も承知の上で陸戦型ジムを多数突入させ友軍モビルスーツ (MS) の核融合炉誘爆を意図的に起こそうとしたり、一時休戦の呼びかけに応じるふりをしてジム・スナイパーにアプサラス狙撃位置への移動を命じたりするなど、勝つためには手段を選ばない冷酷な指揮官であり、シローに対しても査問会議の後、抗命した際は殺害するように密かにカレンやサンダースに圧力を掛けていた。
安全かつ快適で出世ルートへの登竜門とも言える連邦軍本部ジャブローへの配転を望み、功を焦っていたフシがある。また、MSの導入による機械化部隊創設も、レビル将軍への強い対抗心の表れからとも言われている。ある意味、ギニアスと双璧を為す「連邦の（悪い意味での）大人」を象徴している人物といえる。ただ、前述の査問会議において、状況的には他の将官たちの反感を買う可能性もある言動を敢えて行ったり、後述の戦死時においても命を惜しんだり取り乱したりする様子を全く見せない等、単なる卑劣漢とは言い切れない剛毅さがある。また司令官として、作戦自体は何らの齟齬もきたしていない。
ジャブロー強襲を目的としたMAアプサラスを建造している秘密基地の所在を確認した彼は、星一号作戦が決行される前にレビルの鼻を明かそうと大軍を率いて敵基地を叩き潰す決意を固める。宇宙世紀0079年12月、チベットのラサにて、ジオン公国軍の秘密基地攻略戦の際にビッグ・トレーにて指揮を執る。MS隊に加えてガンタンク隊や空軍も動員、兵種を使い分けた複合的な作戦を展開し、地形が変わる程の激しい消耗戦の末、遂にアプサラスIIIを引きずり出す。アイナによる一時休戦の呼びかけに応じるが、抜け目なくジム・スナイパーを展開・待機させる。やがてギニアスが休戦を無視して暴走、先手を打たれる形でMS隊を焼き払われる。これに対する報復措置として、まずケルゲレンを撃墜、更にアプサラスへもジャブロー強襲を断念させるダメージを与える。しかし、Ez8の特攻を受けたギニアスが死の間際に放ったアプサラスIIIのメガ粒子砲が山を貫通、彼の指揮するビッグ・トレーの艦橋部分を直撃・戦死する。最期は艦橋内に総員退避の声がかかる中、「間に合うものか」と呟きつつ、艦橋指揮所を一歩も動かずメガ粒子の奔流を睨み据えていた。
小説版では階級は少将であり、最後まで生存している。

### エレドア・マシス
Eledore Mathis
- 声 - 藤原啓治
- 登場話数：第1〜5話・9〜11話
- 劇中の設定年齢：24歳[1]

第08MS小隊所属で、階級は伍長。第08小隊ではカレンに次ぐ古株。閉所恐怖症のため、任務ではMSに搭乗しない。聴覚が鋭く、ホバートラックにてソナーによる索敵を務める。調子のいい性格で、普段の勤務態度はかなり不真面目だが、いざという時はきちんと任務をこなす。
将来はミュージシャンになる事を目指しており、自作の曲をコンテストに送るなどしている。第5話にてその曲がメジャーデビューを果たしたと手紙で知らされ、祝杯を挙げようと待機命令を破ってミケルと基地近くの村に出掛けるが、アプサラスの修理で駐屯しているジオン兵に捕らわれ、ホテルの地下室に監禁されてしまう。脱出するためにザクタンクを盗み乗り込むが、閉所恐怖症のためコックピットハッチを閉められず、脱出には成功するものの銃撃を受け負傷。しかし、カレンによる応急手当を受け、大事には至らず、後方の野戦病院へ搬送される。野戦病院からメジャーデビューした自分の曲をラジオDJへリクエストしている。
その後完治し、第9話より再び第08小隊の一員として軍務に復帰。命の恩人であるカレンに盛んにモーションをかけるが、報われていない。08小隊の解散後にはシローの捜索をミケルとキキに託す。
小説版では、サイド6で「フロンティア」というバンドを結成し、メジャーデビューを目指している。
『アナハイム・ジャーナル』では、ラジオでエレドアの楽曲が放送されている描写がある。

### エレン・ウィラード
- 声 - 今井由香
- 登場話数：第1話

エンディング・クレジットでは「ナビゲーター」と表記されていたが、小説版で名前と階級が設定され、プラモデル『マスターグレード (MG) ボール 第08MS小隊版』付属説明書でも使われている。
シローやミケルたちを乗せて地球へ向かう輸送艇のナビゲーター（小説版では副長）を務める女性士官で、階級は准尉。輸送艇に搭載されているボールの武装をシローに伝える。

### カレン・ジョシュワ
Karen Joshua
- 声 - 小山茉美
- 登場話数：第1〜6話・8〜11話
- 劇中の設定年齢：26歳[1]

第08MS小隊所属で、階級は曹長。第08小隊に最も早くから配属されている古参の隊員。中々の美人でありながら筋骨隆々たる長躯を誇り、後述の性格と相まって正に「女傑」という形容がふさわしい。姉御肌のガサツな言動とは裏腹に元・医学生という経歴を持つインテリの女性兵士で、先に戦死した夫も軍医だった。シローの前任だった小隊長はノイローゼにより後方の病院送りとなっているが、その原因は彼女のきつい性格であるとも、エレドアの能天気さとも噂されている。「ホビージャパンMOOK 機動戦士ガンダム第08MS小隊ビジュアルブック 08小隊戦記1」掲載された漫画作品「第1.5話 新隊長の着任（著:藤原ひさし）」では、前隊長は融通の利かない上に神経質と、どう考えても前線向きではない男。作戦中敵に包囲されるが、前隊長の態度にキレたカレン機が隊長機を担いで包囲を突破したとのことで、前隊長はその際のストレスで後方送りになったらしい。
第4話にてジンクスに怯えるサンダースに業を煮やして股間を蹴り上げたり、第5話で負傷して喚くエレドアを殴って麻酔代わりに失神させるなど、とにかく荒っぽいが仲間を思う気持ちは人一倍強い。MS操縦にも長けており、主に陸戦型ガンダムのパイロットを務める。隊長不在時には代わって指揮を執ることもある。第9話でアッガイとの戦闘により頭部を破壊されてしまい、予備のパーツもないためジムのものを代用し「ジム頭」と呼ばれるが、彼女はその呼び名を嫌がる。
シローの着任当初は、青臭い理想論を語る彼に「アマちゃん」と直言してはばからず反発するが、それを言葉に終わらせず身を以て示していくシローを隊長として徐々に認めていく。シローがスパイ容疑の審問会から戻った後、イーサンから秘密裏に彼の動向を監視し、不審な行動に出た場合には殺害する旨の指示を受けて苦悩する。アイナ救出のため脱走しようとするシローを罵り銃を向けるも、去っていく彼の後ろ姿をただ見送ることしかできずにいる（この時、夫に先立たれた事と重ね合わせてか、「男ってやつはあたしを置いて先に行っちまいやがる」と呟いている）。
ラサ基地攻略戦後に第08小隊が解散させられ、難民キャンプで配給係をしているらしい。シローの捜索をミケルとキキに託す。
小説版では、看護師をしながら医師を目指している。

### コジマ
- 声 - 藤本譲
- 登場話数：第2・4・8〜11話

地球連邦極東方面軍機械化混成大隊（コジマ大隊）の大隊長。階級は中佐。主人公シロー・アマダの直属の上官。エアコンが苦手で、蒸し暑いジャングルの中でも半袖の制服を着用して扇風機を使っている。
東南アジアの森林地帯から中央アジアの砂漠・山岳地帯に達する、かなり広範囲の戦線を指揮する。そのためか指揮下の戦力には、当時の連邦軍としては貴重なMSが24機、かなりの早期に配備されている。
物語中盤までは良く言えば過不足無い、悪く言えば「昼行灯」という表現が似つかわしい凡庸な官僚的指揮官の印象を与える。しかし終盤、政治的野心を動機とする戦略と非人道的な戦術を行使する連隊長イーサン・ライヤーに、「戦争にもルールはある」と異議を唱え、その指揮下から外れようとする。その際イーサンにジャブローへの栄転を餌に懐柔されるが、「エアコンが苦手」と半ば嫌味を言って拒否し、命令をシローの「抹殺」から「逮捕」に切り替えることで事実上の救出に乗り出した。また、この際に第08小隊のホバートラックに乗って司令部を去ることでアプサラスIIIのメガ粒子砲の直撃を受けずに済んでいる。

### サリー
- 声 - 松井菜桜子
- 登場話数：第4・8・10話（第10話は声のみ）

第07MS小隊に所属する黒髪ショートの女性兵士で、主にアンダーグラウンド・ソナーによる索敵を務める。階級は伍長。
袖を肩からカットした制服を着用。第08小隊とは犬猿の仲であり、サンダースのジンクスやシローのスパイ容疑に因縁をつけ、その度に乱闘を演じている。物語終盤、陸戦型ジムに搭乗してラサ基地の坑道に突入するも、ライヤーの思惑により坑道ごと基地を破壊する捨て石にされ戦死。

### ジェイコブ
- 声 - 広瀬正志
- 登場：『ミラーズ・リポート』

アリス・ミラーの部下。情報部所属。ごつい体格に黒い背広を着込んでサングラスといういかにもな出で立ちの男性。シロー・アマダを連行する際に手錠を掛け、アリスから叱責される。

### ジダン・ニッカード
Gidan Nickerd
- 声 - 永井一郎
- 登場話数：第1・2・4・5・8話
- 劇中の設定年齢：61歳[1]

極東方面軍の補給中隊長で、階級は大尉。
テンガロンハットを愛用し、酒とギャンブルを好む不良老人だが、独自の人脈をもっており、その情報収集能力や物資の調達能力は侮れない。命令文書の偽造も朝飯前の食えない爺さんながら、シローら第08小隊に肩入れしてやる人の良い所もある。マリアを“女神”と崇め頬を染める純情な一面も。声優が同じイーサンが登場する第9話以降は登場しない。
小説版では、ラサ基地攻略戦直前に、秘密裏に08小隊にコア・ブースターを調達する。漫画『機動戦士ガンダム第08MS小隊 U.C.0079+α』にも登場するが、目立った活躍はない。

### ジョニー・ナカミゾ
- 声 - 林延年
- 登場：サウンドトラックCDドラマ『機動戦士ガンダム 第08MS小隊 REPORT.1 所要時間3時間23分』

コジマ大隊第4MS整備中隊所属の分隊長で、階級は准尉。サイド2のコロニー「アイランド・イフィッシュ」の出身で、シロー・アマダとは同郷の幼馴染同士。
出撃先での戦闘で脚部を損傷したシローの乗る陸戦型ガンダムの補修に、ナカミゾ分隊が向かわされた事で、幼馴染であるシローと偶然再会する。ナカミゾ分隊は本来陸戦型ジムの整備担当部隊であるため、交換部品の耐電圧性能が必要基準を満たしておらず、陸戦型ガンダムの修繕に手を焼く事になる。
漫画『機動戦士ガンダム第08MS小隊 U.C.0079+α』にも登場しており、陸戦型ガンダムが規格外のパーツで構成され、機体ごとにそれぞれ何らかの問題を抱えている事を08MS小隊の面々に説明する。終盤、制空権確保のためコジマ基地がアプサラスに狙われた際に、地下壕が無力と認識しMSや航空機の退避を指揮する。

### シロー・アマダ
Shiro Amada
- 声 - 檜山修之
- 全話に登場（『ラスト・リゾート』はビジュアルのみ）
- 劇中の設定年齢：23歳[1]

本作品の主人公。極東方面軍所属機械化混成大隊（コジマ大隊）所属の第08MS小隊の隊長。階級は少尉。
いわゆる学園青春ドラマで俳優の中村雅俊が演じたような、爽やかでありつつ熱血漢の主人公として人物造形がなされたという。性格はバカ正直でお人好し。戦果を上げることより「生きて帰る」ことを信条とするが、自分自身は身の危険を顧みず行動する無鉄砲さが目立つ。機転が利き、咄嗟の思いつきで様々なものを使いこなすなど柔軟な思考を持つ。
経歴
サイド2、8バンチコロニー「アイランド・イフィッシュ」の出身。鎖国状態となり選民思想に染まったサイド3の国民を救うためと軍人を志し、宇宙世紀0075年にサイド2の士官学校に入学する。
0079年1月3日、彼がクリスマスの休暇を家族と楽しんでいる最中にジオン公国は地球連邦政府に対し宣戦を布告。直後にジオン公国はブリティッシュ作戦を決行し、コロニーに対する毒ガス攻撃を行う。それに巻き込まれ、自身はノーマルスーツを着用して難を逃れたものの大切な家族、友人を一度に失う。設定上、これを機に彼はジオンを激しく憎悪することになるのだが、劇中では第1話でウインクしながら笑顔で語るのみであり、くだんの憎悪に関して明示的に語られる場面が無い。
このため、敵兵アイナに恋慕の情を寄せるに際しても、ジオンへの憎悪という障害を乗り越えるというプロセスなどは特に無く、あっさりと二人は相思相愛になっている。そうした事から、シリーズ後半の監督飯田馬之介は、彼を「想像力の欠如した男で、大嫌いだった」と述べ、しっかりと葛藤を経させたうえで、後はアイナとの恋のことしか考えていない人物に移行させたという。
彼の居たコロニー「アイランド・イフィッシュ」はジオン公国軍のコロニー落としに使用されるものの、彼自身はナダ・チノミ中尉らマゼラン級戦艦「トーチタス」のクルー達との協力で奇跡の脱出を成し遂げる経緯が、漫画『機動戦士ガンダム 宇宙のイシュタム』にて描かれている。
劇中での活躍
第1話（宇宙世紀0079年10月6日）で、地球連邦軍の士官学校を卒業し少尉任官し東南アジア戦線に配属されることになったシローは、輸送艇で地球に向かう途中、小規模な戦闘に巻き込まれる。そこで友軍（サンダースの乗った初期型ジム）を救助するために、輸送艇に積まれていた先行量産型ボールで出撃。その戦場で、アイナ・サハリンと出逢う。アイナの乗る高機動試作型ザクをウィンチワイヤーを駆使した捨て身の戦法により翻弄し、双方相討ちに終わる。
機体から間一髪脱出した二人は、付近に漂っていたマゼランの残骸内部で激しい銃撃戦を繰り広げ、アイナは負傷し弾丸切れとなる。投降はしない、殺せと言うアイナを強引に手当てし、あきらめず何とか生き延びることだけを模索する。ノーマルスーツの酸素が残り少ない二人は敵味方を超えて協力し合い、艦内に残っていたミサイルをマゼランの残骸に撃ち込む。その派手な爆発光によって双方の味方へ位置を知らせることに成功。味方機が各々救助に駆けつける中で2人は別れ際に初めて互いの名前を名乗り合う。
10月8日、第08小隊の隊長に着任。理想主義丸出しで青臭さの抜けない言動と、熱帯のジャングルでは無用の長物であるノーマルスーツで出撃して失笑される。シローに恩義を感じるサンダース以外の08小隊メンバーからは「アマちゃん」と陰口を叩かれながらも、陸戦型ガンダムを中心とした戦力やゲリラとの共闘でジオン公国軍の橋頭堡を崩すなどの活躍を見せる。さらにはジオン軍が密かに進めるアプサラス計画を掴み、その試作機を撃破するなどの軍功を重ねていく。
その中で、アプサラス試作機のパイロットとなっていたアイナと戦場で再会する。戦闘の末、ヒマラヤの雪山でアイナとともに遭難するが、その際にシローはアイナに愛を告白し、彼女もまたそれを受け入れる。2人は連邦・ジオンの立場を超えて助け合い、そしてそれぞれの友軍に救助され生還を果たすが、スパイ容疑で連邦軍の審問会議にかけられる。その席で戦争における考えの甘さを露呈する主張をし、その場の一同から嘲笑を浴びるとともに謹慎処分を受ける。
謹慎処分中にキキの村がジオンの敗残部隊の侵攻を受けたと知り、命令違反を犯して第08MS小隊に出動を指令、直ちに救援に向かう。「ジオン兵もゲリラもどちらも助けたい」という理想を胸にシローは生身で奮戦し、ザクを行動不能に追い込むも、復讐の念に燃えて群がるゲリラたちを制止できず、リンチの恐怖に怯えて対人兵器で攻撃するジオン兵を自らの手で殺す苦い結果に終わる。
この前後に、情報部の将校アリス・ミラーによる内務調査が入り、謹慎待機を破った罪状に加えて、ジオンを憎む彼女の報告書が決め手となり、第08小隊は「生還率38%のラサ基地捜索という最前線勤務に就くか、銃殺刑か」の二択を迫られることとなる。
12月、ラサに存在するジオン公国軍の秘密基地攻略戦の際にアプサラスIIIが出現。小隊メンバーに「軍を抜ける」と言い残し、単機でアイナの救援に向かう。戦闘中、兄ギニアスに撃たれ機体から落下するアイナを間一髪で救助するも利き腕を骨折。アイナと二人三脚でガンダムEz8を操縦しアプサラスIIIへ特攻。Ez8の右腕でアプサラスIIIのコクピットを潰すも、同時に放たれたメガ粒子砲を浴びる相討ちの形でもつれ合ったまま両機とも火口に落ちて爆発炎上する。以後、公式の記録においては「消息不明」となる。
エピローグ『ラスト・リゾート』では、終戦から数年後に、左脚の膝から下を失った松葉杖姿のシローと、彼との子を身篭ったアイナが、山奥の小屋で平穏に暮らしている所にミケルとキキが訪ねてくる所で物語は終わっている。アニメ作中では、ラストの遠景からの構図において左脚の靴が描かれていないだけで、左脚を失ったことは明確ではないものの、サンライズ公認の書籍において左脚を失った設定画が公開されている。
小説版では、アイランド・イフィッシュ出身ではなく、当初からプロパガンタドラマに傾倒している等、根本的なキャラ造形が異なる。最終的にはアイナとともにゲリラの村（バレスト村）に身を寄せ、死亡した村人「カート」の戸籍を借り、その名を名乗っている。同様に「ジャンヌ」を名乗るアイナと結婚し、終戦から1年後には娘キキをもうけている。OVA版同様、片足を失っている。
評価
『愛と戦いのロボット 完全保存版』で発表されたアンケート「みんなで選ぶロボットアニメーションベスト100」では、「一番カッコイイヒーローは？」で第42位にランクインした。

### テリー・サンダースJr.
Terry Sanders Jr.
- 声 - 玄田哲章
- 登場話数：第1〜6・8〜11話
- 劇中の設定年齢：29歳[1]

第08MS小隊所属で階級は軍曹。軍人として確かな腕を持つ男性。いかつい感じの巨漢だが、性格は理知的で義理固い。ピアノを特技に持つ。地球出身。
一年戦争の後期、まだ登場して間もない連邦軍MS部隊の隊員として、先行量産型のジムに乗り幾度か出撃しているが、これまで所属した部隊が三度目の出撃でことごとく全滅。何れも彼だけ生き残るという憂き目に遭い、「小隊潰しの死神」のふたつ名で呼ばれるようになった。以降、一般兵士たちからは露骨に厄介者扱いされており、彼自身もそのジンクスを気にしている。そんな折、地球近くでの戦闘中にシローと出会い、危ういところを彼に助けられる。その後、所属部隊がまたもや全滅した事もあって、シローの指揮下の第08小隊に配属されることになる。
小隊に配属された直後のシローは、その理想主義的な考え方のために小隊全体から浮いているが、上記の経緯もありサンダースだけはシローに最初から全幅の信頼を寄せている。配属後3度目の出撃となる第4話では、不吉なジンクスを恐れ転属を願い出るが、任務中であるとしてシローに却下される。その後、突如として上空に出現したアプサラスと戦闘に入るや、1人突出して必死の攻撃を展開。味方の援護もあって1人の死者も出さずにアプサラスを撤退に追い込み、遂にジンクスを払拭する。その後のアプサラス捕獲作戦では、エレドアの不在に加えてB・Bを想い上の空のミケルに代わってホバートラックの索敵を担当する。
実は、何度も生き残っているのは彼の優秀なMS操縦センスにあるとも言われ、劇中でジムで6機の撃墜スコアを持つとの台詞がある。事実、劇中では初めて乗ったはずの陸戦型ガンダムにすぐに順応しており、戦闘においてもマゼラアタックの大砲を脚部に被弾した程度で、特に大きな損傷を受ける事もなく最後まで戦い抜いていた（シロー機は大破により大改修され、カレン機は破壊された頭部をジムのもので代用している）。ノリスの操るグフ・カスタムとの交戦の際にも、動きをわずかに垣間見ただけで搭乗者がエースであると即座に看破しており、MS戦における相当な技量と経験を持っていることが見てとれる。また、カレンからは「ツキさえあれば、今頃は士官にだってなれた」と評され、軍人として高い能力を持ちながら出世を妨げられてきた事を皮肉混じりに指摘されていた。
ラサ基地攻略戦後は08小隊が解散させられ別の部隊へ転属になり、シローの捜索をミケルとキキに託す。
小説版では、終戦後も連邦軍に残る。
夏元雅人の漫画『機動戦士ガンダム0083REBELLION』では、ラサ基地所属のMSパイロットとして登場。階級は軍曹のままで（元上官であるシローのスパイ疑惑が影響しているとの説あり）、搭乗機は陸戦型ジム。補給のために立ち寄ったアルビオン隊のパイロットたちに同僚がつっかかる事から発生した乱闘には、当初は関係ないと無視を決め込むものの、アルファ・A・ベイトからパンチと挑発を食らう事で頭に血が上って結局参加、その中で殴りかかろうとしたコウ・ウラキの真っ直ぐな眼差しにかつての上官シローの面影を見る。その後、基地内のバーラウンジで一人飲んでいる際に、上官たちがニナ・パープルトンを下卑た口調で口説く様を見て不快さを露わにしており、そこへ現れたコウが絡まれかけた時には上官たちを言葉巧みに牽制してバーから追い出し、感情が行き違うコウとニナの仲を修復するきっかけを作っている。

### マイク
- 声 - 千葉一伸
- 登場話数：第4・10話（第10話は名前のみ）

第07MS小隊に所属する兵士で、主に陸戦型ジムのパイロットを務める。ひょろっと痩せた裸の上半身に直接ジャケットを羽織っている。
第08小隊とは犬猿の仲であり、サンダースのジンクスに因縁をつけ、乱闘を演じている。終盤で陸戦型ジムでラサ基地の坑道に突入するも、ライヤーの思惑により坑道ごと基地を破壊する捨て石にされ戦死。

### ミケル・ニノリッチ
Michel Ninorich
- 声 - 結城比呂
- 登場話数：第1〜6・8〜11話、『ラスト・リゾート』
- 劇中の設定年齢：18歳[1]

第08MS小隊所属で、階級は伍長（ただし序列上エレドアよりは後任）。サイド2出身で、第1話では軍に入隊し地球に向かう輸送艇でシローと会う。故郷にメガネ美人の恋人B・Bを残しており、暇な時間を見つけてはこまめに手紙を書いている。
本人はMSへの搭乗を希望していたようではあるが、第08小隊に配属されてからはホバートラックの操縦要員兼ガンナーを務め、主にエレドアの助手として行動をともにする。そのため第5話で一緒に捕虜となる等、彼の行動のとばっちりを受ける事も多いが、戦闘においてはなかなかのコンビネーションを見せている。
第4話において飛行試験中のアプサラスと遭遇。シローはやり過ごすよう命じるも、間近に見る敵機に恐怖して発砲してしまい、小隊の存在を悟られてしまう。また、第6話では臨時に陸戦型ガンダムに搭乗し、アプサラスを狙撃している。ここでも迫り来る敵機の前に恐怖を感じてすくみあがり、危機に瀕している。このように頼りない性格で戦闘に向いているとはお世辞にも言えないものの、いざというときの度胸はある。第9話でカレン機がアッガイに襲われピンチに陥った際には、エレドアに命令されてヤケになりながらもホバートラックで水面を滑走して囮をつとめ、敵の目を引き付ける。
『ラスト・リゾート』では、戦後も依然として行方不明のままのシローを旧08小隊メンバー全員の願いを託されて探すべく、軍を除隊してキキと一緒に旅に出る。恋人のB・Bには結局振られてしまい、結婚して子供も生まれた旨の手紙と写真を彼女から受け取って激しく落ち込み、ヤケ酒をあおっている。第5話でエレドアが予言した遠距離恋愛の困難さが無情にも的中することとなる。
小説版ではゲリラの村の子供たちに勉強を教えており、その経緯から終戦後は軍を退役し、サイド7で教師の道を志す。終戦から1年後に、08小隊のその後を手紙で村のみんなに伝える。
CDドラマではネスカ・コールマンとの会話で物書き志望であると語っており、「08小隊戦記」の執筆を依頼された。「データガンダム」には彼の著作として紹介されている。

### ロブ
- 声 - 菅原淳一
- 登場話数：第4・8・10話（第10話は声のみ）

第07MS小隊の小隊長で、階級は少尉。陸戦型ジムのパイロットを務める。
第07MS小隊にはマイク、サリーの2人しか部下がおらず、欠員は最後まで補充されていない。第08小隊とは犬猿の仲であり、サンダースのジンクスやシローのスパイ容疑に因縁をつけ、その度に乱闘を演じている。キキの村がトップらのザク部隊に侵攻されたことを教えたりもしているが、シローがスパイ疑惑による謹慎中で出動できないことを見越しての嫌がらせでしかない。終盤で陸戦型ジムでラサ基地の坑道に突入、坑道ごと基地を破壊する捨石にされ戦死。
小説ではシローをある程度認めており「バカだったが、臆病者じゃなかった」と評価している。使えない新兵ばかりを補充されたコジマ大隊において懸命に指揮を執り、戦線の維持に努める。最後はマゼラトップの特攻に遭い戦死している。

### ロルフ・セダン
- 声 - 有本欽隆
- 登場話数：第1話

エンディング・クレジットでは「艇長」と表記されていたが、小説版で名前と階級が設定され、プラモデル『MG ボール 第08MS小隊版』付属説明書でも使われている。
シローやミケルたちを乗せて地球へ向かう輸送艇の艇長で、階級は少尉。シローのボールによる出撃を許可し、損傷したジムに搭乗するサンダースを救助する。

## ジオン公国軍

### アイナ・サハリン
Inah Sakhalin
- 声 - 井上喜久子
- 登場話数：第1・2・4〜11話・『ラスト・リゾート』（ビジュアルのみ）
- 劇中の設定年齢：20歳[1]

本作のヒロイン。ジオンの名門サハリン家再興のため、技術士官である兄ギニアスを献身的に支える健気で優しい女性。その一方で、窮地に追い込まれても挫けない強い意志も併せ持つ。サハリン家に仕えてきたノリスによれば、父に似ているという。
宇宙で高機動試作型ザクに搭乗し、稼動実験中にサンダースが所属する連邦軍の哨戒部隊と遭遇。サンダース機以外を殲滅後、さらにシローの乗った先行量産型ボールと交戦、双方大破して宇宙で遭難するが、漂流していたマゼラン艦の残骸内での銃撃戦の後、二人で協力し合って難を逃れたことで、風変わりな敵の士官シローへの恋心が芽生える。
地球降下後は、ギニアスを支えるため、彼が完成を目指すアプサラスのテストパイロットとして試験飛行をおこなう。しかし、ノリス不在で射爆場をテスト飛行中、「謎の巨大兵器」捕獲のため罠を張る第08小隊の策に嵌まって航行不能に陥り、機体に張り付いたシローの陸戦型ガンダムもろとも大破して雪山で遭難してしまう。凍死寸前のシローを救い出し、互いの想いを知る。両手が凍傷になりかかったシローに代ってガンダムを操縦し、出力最弱のビームサーベルで雪を溶かして沸かした即席の露天風呂に一緒に入浴するなど、親和を深める。
ノリスの捜索により救助され帰還するが、遭難中に連邦兵であるシローと共にいるところを撮影されており、ギニアスから詰問を受ける。アイナは奇しくも同時刻に審問会で証言するシローと同じ言葉を主張。ギニアスの冷笑を浴びるとともに兄妹で互いに不信感を抱くようになる。兄への疑念と嫌悪感はラサ基地内の兵に対する投薬治療の杜撰さ、アプサラス開発スタッフ全員の殺害を知るに至りピークに達する。
物語終盤、オデッサから多くの敗残兵が逃げ込むことによってラサに存在している秘密基地の所在が露見し、地球連邦軍の物量にものを言わせた総攻撃が始まる。アイナは完成したばかりのアプサラスIIIのパイロットとして病状の悪化したギニアスと共に乗り込み出撃する。アイナには威嚇以上の意思は無く、ただ傷病兵の乗った病院船ケルゲレンが宇宙へ脱出するまでの時間稼ぎのつもりで一時休戦を連邦軍へ呼びかける。突然の休戦の申し出に困惑する連邦軍を信用させるため、彼女はアプサラスのコックピットを開け身を挺しての説得を試みる。それが功を奏し連邦軍は休戦に応じたかに見えるが、実のところ全く信用されていない。一方、アイナが操縦席を離れた隙に全てのコントロールを支配下に収めたギニアスは自らアプサラスを操縦、連邦MS隊を焼き払ってしまう。その報復措置として病院船もジム・スナイパーにより撃墜。アイナは怒りに燃えて復讐せんとするが、メガ粒子砲を放つ寸前にシローのEz8が視界に入り我に返る。制止しようと投降を迫ったアイナはギニアスの狂気の銃弾に倒れ、そのまま開放したアプサラスのコクピットから転落する。だが、アイナが胸に忍ばせていた懐中時計で銃弾が防がれ、更にシローの乗るガンダムEz8の手に受け止められた事で奇跡的に一命を取り留める。そして兄の狂気に走った殺戮を終わらせるべくアイナはシローと共にEz8で特攻をかけ、ギニアス諸共アプサラスを撃破。もつれ合って火口に落下した際にアプサラスの爆発炎上に巻き込まれ、二人は以後行方不明になる。
『ラスト・リゾート』では、キキとミケルによる捜索の末に、ラストで片脚を失くしたシローと彼の子を身籠ったアイナが2人でひっそりと山奥の小屋で暮らしている姿が描かれている。
小説版では、ギニアスに腹部を撃たれるが、ギニアス本人のかすかに残っていた兄妹の情からか急所はそれ、一命を取り留める。直後、アプサラスに乗り込んできたシローに対して発砲しようとしたギニアスを射殺。その後はシローと共にケルゲレンを連邦軍から救うため、シローが立案したアプサラスのメガ粒子砲で雲に戦争映画の映像を流すという詭計でケルゲレンを無事に宇宙に送り出す。しかし、自らの戦功を無にされて怒ったイーサンが命じた一斉砲火を受けアプサラスは大破、2人は行方不明となる。
その後、シローとともにゲリラの村に身を寄せ、死亡した村人「ジャンヌ」の戸籍を借り、その名を名乗っている。同様に「カート」を名乗るシローと結婚し、終戦から1年後には娘キキをもうけている。
『愛と戦いのロボット 完全保存版』で発表されたアンケート「みんなで選ぶロボットアニメーションベスト100」では、「一番お気に入りのヒロインは？」で第39位にランクインした。

### アス
- 声 - 梅津秀行
- 登場話数：第8話

トップの指揮の下、オデッサの敗戦からラサ基地を目指して退却中に食糧調達のためゲリラの本拠地とも知らずキキ・ロジータの村に入った敗残部隊の1人。階級は伍長。
事態を穏便に済ませようとするトップやデルと違い、故意にヒートホークを村の子供らに向けて脅すなど挑発的な行動を隠そうとしない。食料の受け渡しの際、ザクでキキを手掴みにし、怒ったキキに飯を皿ごと顔に叩きつけられる。その拍子に、かなりの高所にあったザクの手から彼女を放り投げてしまい、ゲリラたちの怒りを買う（キキは無事）。ハッチを開放したままのコックピットにゲリラのノッポのロケット・ランチャーの砲撃を受け死亡。

### ギニアス・サハリン
Ginius Sahalim
- 声 - 速水奨
- 登場話数：第2・4・7〜11話
- 劇中の設定年齢：27歳[1]

宇宙世紀0052年生まれ。ジオン公国軍の技術士官で、階級は技術少将。アジア方面軍新兵器開発秘密基地司令。かつてのジオンの名家サハリン家の当主で、アイナ・サハリンの兄。
かつてのサハリン家はギニアスが少年期の頃までは名門とされるが、作中では語られない何らかの理由によって急激に没落する。繁栄期には何不自由ない裕福な暮らしを送っており、回想シーンで登場するズム・シティの豪邸の庭からは公王庁舎が見えている。
深刻な病に冒されている。小説版によれば、12歳のときに大量の宇宙線を浴びる爆発事故に遭い、それによって不治の病に冒されたという。それが妹アイナを庇う形であったことから、アイナは兄に負い目を感じて献身するようになったとされる。この病は定期的な服薬を必要とするものであり、最終話では完成したアプサラスIIIの前で喀血している。また、最終話では母親が何らかの恋愛事情で自分たち兄妹を捨てた、と受け取れる発言をしている。
ジャブロー強襲を目的としたモビルアーマー・アプサラスの開発責任者であり、公王デギン・ソド・ザビから一任されチベットのラサ近郊に存在する秘密基地にて開発に打ち込む。アプサラスを完成させる事がサハリン家再興の夢を叶える唯一の手段と考え、常軌を逸した執念を見せる。
相当な規模の部隊を指揮下に置くが軍務は不得手であり、副官であるノリス・パッカード大佐にほぼ任せきって、自らはひたすらアプサラスの開発に専念している。また、実妹のアイナを自分の夢（サハリン家再興）成就のための「道具」と見ている節もあり、民間人であって軍人ではないアイナをテスト・パイロットとして高機動試作型ザクやアプサラスに搭乗させている。しかし、ヒマラヤ山中でアプサラスIIを失った際にアイナが連邦兵シロー・アマダと行動をともにしていた事実を知り、あまつさえ詰問する自分の前で臆せず理想論を語るに及び、実妹アイナに対し疑惑と憎悪の念を募らせていく。
物語終盤では、アプサラス開発計画の中止をギレン総帥へ進言しようとする旧友ユーリを謀殺し、遂にアプサラスIIIを完成させる。更に、これまで自分に協力してきた開発スタッフを完成パーティーの席で全員毒殺し、基地の全てを自分の管理下に置く。そして、アイナの操縦するアプサラスIIIの後部座席に乗り込み、秘密基地を取り囲む地球連邦軍部隊の迎撃に当たるが、威嚇のみで一向に攻撃しないばかりか、ケルゲレン脱出のために一時休戦を連邦軍へ呼びかけるアイナに業を煮やし、彼女がコクピットハッチを開放して身を曝した隙に自らの操縦によって攻撃を開始。投降を勧めるアイナを拳銃で撃って機体の外に放り出す。しかし、アイナは懐中時計が銃弾を防ぎ生存。また申し込まれた休戦を一方的に破られMS隊を喪失した連邦軍は即座に報復に転じ、ジム・スナイパーの狙撃によりアプサラスIIIは航行不能に陥る。最後はシローとアイナの乗るガンダムEz8と相討ちになり、コクピットをEz8の右腕で潰されて死亡。しかし、その間際に執念の如く放ったメガ粒子砲によりEz8は大破し、山肌を焼いて貫通したビームはイーサン・ライヤーが指揮を執るビッグ・トレーの艦橋を直撃する。
小説版ではコクピット内でアイナを銃撃して重傷を負わせ、さらにアプサラスIIIに取り付いて乗り込んできたシローに対しても銃口を向けるが、発砲寸前でアイナに射殺される。
ゲーム『SDガンダム GGENERATION GATHER BEAT』を初めとする、携帯機Gジェネシリーズでは度々ラスボス的な立ち位置を占め、オリジナルMAグロムリンを開発する。

### 軍医
- 声 - 沢木郁也
- 登場話数：第4・9・10話

頭髪をオールバックにして眼鏡をかけチョビ髭を生やした男。名前も階級も不明。第4話のアプサラス試作機完成パーティーで初登場。第9話では、ギニアスの意を汲み、アプサラス開発スケジュール強行のため兵士に劇薬の投与を行うなど非人道的な行為に及んでいた様であり、薬壜を見て気付いたアイナに抗議されるも冷静な顔で受け流す。
クレジット上では軍医だったが、軍医でもあるというだけで主たる任務はアプサラス開発にあった模様。第10話でアプサラスIIIの完成祝賀会に出席し、毒入りとも知らず乾杯のシャンパンを真っ先に飲み干して咳き込んでおり、その後他の開発スタッフ共々死亡。

### ジューコフ
- 声- 石井康嗣
- 登場話数：ショートフィルム

グフ・フライトタイプに搭乗するMSパイロット。マゼラトップ砲を装備したザクIIと共に最終決戦の地へ向かう08小隊を待ち伏せし、襲撃する。
ザクIIのマゼラトップ砲による狙撃でカレン・ジョシュワの搭乗する陸戦型ガンダムを沈黙させられ、救助に向かおうとするシロー・アマダの搭乗するEz8に襲いかかる。ザクIIの支援を受けながらシローのEz8を翻弄するもEz8の装甲の厚さの前に決定打を与えられず、ザクIIも隠れ場所を特定され、カレンの陸戦型ガンダムから拝借した180ミリキャノン砲で狙撃され撃破される。
戦況を打開すべく体を張ったミケル・ニノリッチの行動によりフライトタイプの動きを見切られ、攻撃を受けてしまいガトリング砲を破壊される。その後、ヒート・サーベルを取り出し接近戦を挑むも、Ez8のビーム・サーベルでコクピットを貫かれ戦死する。

### 女性兵士
- 声- 荒木香恵
- 登場話数：第10話

機動巡洋艦ケルゲレンのオペレーターを担当していると思しき女性兵士。名称は不明で、ファンからは「ケルゲレン子」などと呼ばれる。
劇中ではアイナにノリス帰還不能（事実上の戦死）の旨を伝える1シーンに登場するのみである。
なお、『ジオニックフロント 機動戦士ガンダム0079』、『機動戦士ガンダム戦記 Lost War Chronicles』など多数のゲーム作品にも出演しているが、名前は不明のままである。

### シンシア
- 声 - 本多知恵子
- 登場話数：第4・7・9話（第9話はビジュアルのみ）

ユーリ・ケラーネ少将の秘書官。階級は大尉（制服の胸章による）。
オデッサからの撤退時にユーリの背中へ甘えるように抱きついており、軍務以外の男女の関係も見受けられる。第9話でギニアスによって拉致監禁され、自白剤を投与される。その結果、アプサラス開発中止の進言がギレンへ届いていないと知ったギニアスは、ユーリを坑道内で謀殺する。その後の消息は不明。エンディングでは「秘書官」としかクレジットされなかった。
小説版によれば、もとは総帥監部情報局の官僚であったが、ユーリに口説き落とされ、転籍してユーリのそばに仕えている。最期はユーリとともにギニアスに射殺される。

### デル
- 声 - 中嶋聡彦
- 登場話数：第8話

トップ指揮下の古参MSパイロットで、階級は軍曹。キキ・ロジータの村で飯を持ってきた子供に空薬莢をあげるなど、アスとは対照的に子供好きで温厚。コクピット内に我が子の写真を貼り付けている。
ゲリラとの戦闘に発展した後、ザクの背部バーニアによるジャンプを試みるが、ゲリラ（ヒゲ）の攻撃で阻止されてしまう。やむなく歩行での脱出を図るが、第08MS小隊の攻撃により撃破される。明確に戦死が確認できる描写はないが、公式ウェブサイトでは、ザクのパイロットたちはゲリラにより命を奪われたとある。
漫画『機動戦士ガンダム 宇宙のイシュタム』では、ルウム戦役直前に彼と思われる人物が、トップと思われる女性と共にエリザの小隊に着任する姿が確認されている。 

### トップ
- 声 - 榊原良子
- 登場話数：第8話

ジオン公国欧州軍所属のMS小隊長で、階級は少尉。女性ながらアス、デルの男性2名をその指揮下に置く。小隊長であるにもかかわらず、部下の乗っているザクIIよりも旧型のザクIを愛機とする。
オデッサの敗戦からラサ基地を目指して退却中に、食料が尽きたためゲリラの村とは知らずキキの村へ入る。自分たちが置かれている状況を冷静に判断し、当初は穏便に補給を済ませようとするが、アスの行動をきっかけにゲリラとの戦闘が勃発。デルとともに脱出を図るが、生身のシローに乗機を行動不能にされる。シローにはそれ以上戦闘を継続する意思はなかったが、暴徒化したゲリラの村人たちがザクに襲い掛かろうとしたため、恐怖に駆られたトップはザクに装備された対人兵器を発射し、多数のゲリラを殺傷してしまう。苦しむゲリラたちへ更にとどめを刺そうとして、結局は制止を叫ぶシローのロケット・ランチャーにコクピットを直撃され戦死する。
なお、トップ小隊の３人の名は「伝説巨神イデオン」に登場する敵性異星人バッフ・クランの言語から、数字の「１・２・３（アス・デル・トプ）」が元ネタである。
漫画『機動戦士ガンダム 宇宙のイシュタム』では、彼女と思われる人物がルウム戦役直前にエリザの小隊に着任する姿が確認されている。

### ニエーバ
- 声 - 相沢正輝
- 登場話数：第10話

ジオン公国軍ラサ基地に所属の整備兵。幼さが残る顔立ちをしているが、ノリスの愛機グフカスタムの整備を任されている。ケルゲレン脱出の血路を開くべく単機出撃するノリスのために最後の整備・補給をおこなう。サイド3の出身であり、ジオン本国への帰還を望むが、脱出のために乗り込んだケルゲレンは撃墜される。

### ノリス・パッカード
Norris Packard
- 声 - 市川治[注 6] / 間宮康弘[注 7]
- 登場話数：第3〜5・7・9・10話

個性的な髪型のジオン公国軍MSパイロット。階級は大佐。大恩あるサハリン家に絶対の忠誠を誓い、ギニアス・サハリン少将の元で副官を務める経験豊かな軍人。アプサラスの開発に没頭するギニアスを軍令面で補佐代行する。
高級将校クラスの地位にありながらMS・戦闘機の操縦技術も超一流で、黒いカスタムのノーマルスーツを着用して自ら出撃する事も多い。また部下からの信頼も厚く、その心には優しさと強さを秘め、アイナに対しては忠誠心以上の父性愛にも似た感情を寄せており、彼女のためならば自らの命も投げ出す覚悟を持つ。
任務に忠実な誇り高い武人でありながらも、アイナに想い人がいる事を見抜いたり、アイナから「親代わり」と言われてはにかんだりするなどの一面も見せる。また終盤の戦闘ではサンダースも一目見て「こいつはエースだ」と警戒するほどの圧倒的強さを見せる。
第3話では、前線基地の視察に赴き第08小隊の攻撃に遭遇。基地にあった陸戦型ザクIIで出撃。シローの陸戦型ガンダムと戦うも中破し撤退する。第4話では、アイナの操縦するアプサラスを護衛するためドップに搭乗。08小隊と遭遇し、シローの陸戦型ガンダムの攻撃で被弾損傷、アプサラスに援護され撤退。第7話では消息不明になったアプサラスとアイナを捜索するため再びドップに搭乗して出撃、ジェット・コア・ブースターを撃墜している。
第10話「震える山（前編）」では、鉱山基地防衛戦において空襲するジェット・コア・ブースター部隊を相手に愛機グフカスタムのヒートワイヤーを駆使した見事な空中戦を展開している。一旦補給に戻った際にケルゲレンの脱出を願うアイナの想いを汲み取り、死を覚悟して単独で出撃する。鉱山基地砲撃のため、ケルゲレンの予定進路上にたまたま展開していた3機の量産型ガンタンクを破壊するべく、直衛の第08小隊との戦闘に突入。陸戦型ガンダム2機とガンダムEz8、さらに量産型ガンタンク3機が相手という圧倒的不利な状況にもかかわらず、巧みに裏をかいて量産型ガンタンク2機を連続して撃破。文字通り鬼神の如き戦いを見せ、第08小隊を手玉に取る。その後シローの乗るガンダムEz8との一騎討ちとなり行動不能に追い込むも、パイロットがアイナの想い人であると知り動揺した隙を突かれ反撃を食らう。最後はビームサーベルを構えるEz8の懐に飛び込み、自らの機体に隙を作ることで残った量産型ガンタンクを見事撃破し、戦死を辞することもなく任務を全うするという壮烈な最期を遂げる。敵ながら見事なノリスの最期にシローも自らの敗北を認めざるをえず、彼の機体に向かって敬礼をしている。
小説版によれば、妻を失い、軍を辞めて自失していたところを、アイナの父親にすすめられてサハリン家のボディーガードに雇われている。ラサ基地防衛戦では、部下のハンス・ディフリップ少尉、ウォルター・コーラー軍曹とともにグフフライトタイプに搭乗、涸れ谷を利用して連邦軍の陣地に奇襲をかける。目標である旗艦のビッグ・トレーを目前に第08MS小隊と交戦、ビッグ・トレーのブリッジの前でシローのEz8と一騎討ちとなり、コックピットを両断される直前にヒート・サーベルを投げてブリッジに突き刺し、目的を遂げる。しかし、司令官のイーサンは後方に退避していた。
漫画『MSV-R 虹霓のシン・マツナガ』では、一年戦争緒戦の一週間戦争で戦果を挙げ、ドズル・ザビ中将から表彰される兵士の一人として描かれている。

### バリー
- 声 - 中嶋聡彦
- 登場話数：第9話

ジオン公国軍ヨーロッパ方面軍に所属する下士官で、階級は軍曹。残存部隊を引き揚げさせる時間稼ぎのために志願してボーン・アブスト、ルネンと共にマゼラアタックに乗り込み、ヨーロッパ方面軍残存部隊の殿（しんがり）を務めたヒゲ面の兵士。第08小隊を足止めすることに何とか成功。ユーリの元へ帰還した後、基地に通じる坑道内でギニアスの謀略に遭い、引き起こされた爆発に巻き込まれて死亡。

### ボーン・アブスト
Von Abst
- 声 - 堀内賢雄
- 登場話数：第9話

ジオン公国軍ヨーロッパ方面軍に所属する士官で、階級は大尉。ガウ攻撃空母の艦長として、オデッサからの部隊撤退中に、空挺作戦中だったシロー・アマダ率いる第08小隊のモビルスーツと偶然遭遇、降下中だったカレン・ジョシュワの乗る陸戦型ガンダムを攻撃するが、後からガンダムEz8で降下しガウのブリッジに張り付いたシローの呼びかけ（恫喝）により攻撃を止める。敢えて自分らを見逃してくれたシローに感謝と屈辱の入り混じった複雑な感情を抱く。
その後、ユーリ・ケラーネ少将率いるヨーロッパ方面軍の敗残兵らと合流。第08小隊の追撃に対し、「借りを返す」と有志を募り3両のマゼラアタックで撤退の時間稼ぎのため攻撃を仕掛ける。塹壕を駆使した砲撃や、相手の心理的動揺をつく奇策により第08小隊の足止めに成功する。マゼラアタックは撃破されるものの脱出し、シローのガンダムEz-8に向かって敬礼しつつ走り去る。
その後、退却中のユーリらと合流するが、ギニアス・サハリンによるユーリ謀殺の巻き添えに遭い、基地へ通じる坑道内で爆風に呑み込まれて死亡する。

### マサド
- 声 - 中博史
- 登場話数：第3話

ノリス・パッカードの副官を務めるジオン公国軍の士官。階級は大尉。トーチカ基地の司令として第08小隊を迎撃し、斜面を利用した厚い防御で一旦は退却させる。査察に訪れたノリスをヘリで送迎中に再度の攻勢をかける第08小隊とゲリラの蜂起に遭遇。ザクで出たノリスと共に戦闘ヘリで基地の防戦に当たるが、サンダースの陸戦型ガンダムに撃墜され、戦死。
漫画版では、戦闘ヘリには搭乗せず、トーチカ基地の司令として基地内で指揮を行い、基地の陥落の際、脱出せず基地と運命を共にする。

### ユーリ・ケラーネ
Yuri Kellerne
- 声 - 上恭ノ介
- 登場話数：第4・7〜9話

ジオン公国軍ヨーロッパ方面軍所属の師団長。階級は少将。袖を肩口からカットし胸をはだけさせた、およそ将軍とは思えぬラフな軍服を着用しており、白いマフラーを垂らした上にコートを羽織っている。細かいことは気にしないざっくばらんな親分肌で部下からの信頼も厚いが、オデッサ戦敗北に伴う友軍部隊撤退の際、追撃してきた連邦軍に対して南極条約で禁止されている核兵器を気化爆弾と称して使用するなど、現実主義者であり手段を選ばない性格も垣間見える。
ケラーネ家はザビ家とは遠い親戚とも言われていた関係から、かつてのジオンの名家サハリン家の兄妹とは旧知の仲であり、初登場の第4話でパーティーに乱入しギニアスとアイナに馴れ馴れしく接するが、配慮に欠ける不躾で露骨な言動からサハリン兄妹にとってはむしろ嫌悪の情が先に立っている。
ジオン公国軍がオデッサで地球連邦軍に敗北、その後散り散りになってオデッサから脱出しようとする残存部隊の中で、ラサ基地に収容されているケルゲレンを用いて宇宙への脱出を図るべく、部下と共にギニアスの元へ向かう。友軍が基地に逃げ込む事で、自らが推し進めるアプサラス計画の拠点が判明する事を危惧したギニアスはこれを拒むが、ユーリは強引に逃げ込もうとし、更には今後の戦局は宇宙に移行すると読んでアプサラス開発計画の中止をギレン・ザビに進言しようとする。しかし、それを承服しないギニアスによって先手を打たれ、基地に通じる坑道内で引き起こされた爆風に呑み込まれて逃げ込んだ部下たち共々謀殺された。しかし、ギニアスの目論見とは裏腹に、この爆発は第08小隊によって探知されてしまい、皮肉にも連邦軍に基地の所在を特定される原因となる。
小説版では、ギニアスの管轄にあるケルゲレンを将兵の脱出に使用するため、ラサ基地の指揮権をギニアスからユーリに移譲するギレン・ザビ総帥の委任状をギニアスに見せるが、アプサラスIIIの開発中止を拒むギニアスによってその場で射殺される。しかし、ケルゲレンによる将兵脱出は、事前に計画を伝えていたノリスおよびその部下によって実行に移される。
漫画『機動戦士ガンダム第08MS小隊 U.C.0079+α』では、坑道の爆破後も生存しており、生き残った部下と共にギニアスを襲撃する。毒薬を飲ませ殿を強要、自らはケルゲレンに乗り込み宇宙への脱出を試みるが、連邦軍の攻撃を受け死亡する。
2024年のWeb配信アニメ『機動戦士ガンダム 復讐のレクイエム』にも欧州方面軍司令の少将として登場。リサイクルセンターで旧知の仲である主人公のMSパイロット・イリヤと偶然に再会し、これからの連邦の主戦力となるMSジムを解析する為、連邦に基地内に潜入し鹵獲作戦を依頼する。

### ルネン
- 声 - 千葉一伸
- 登場話数：第7・9話

ジオン公国軍ヨーロッパ方面軍に所属する若い下士官。階級は伍長。頭に包帯を、首にマフラーを巻いて前歯が欠けている。残存部隊を引き揚げさせるために撤退の殿を志願。ボーン・アブスト、バリーと共にマゼラアタックに乗り込みヨーロッパ方面軍残存部隊の殿を務める。何とか第08小隊を足止めすることに成功しユーリの元に帰還するが、基地に通じる坑道内でギニアスの謀略に遭い爆発に巻き込まれて死亡。

## 民間人

### キキ・ロジータ
Kiki Logita
- 声 - 西村ちなみ
- 登場話数：第2・3・5・6・8話・『ラスト・リゾート』
- 劇中の設定年齢：17歳[1]

作品の主な舞台となる、東南アジア密林地帯の住人。負傷した父バレストに代わり、現地民ゲリラ一派の実戦指揮官のような立場にある。歳に似合わぬほど老練さを見せるが、その一方で年頃の少女らしい一面も見せる。常用の水場で水浴しているところを見られたのが縁でシローと知り合い、軍人にありがちな傲慢さのない率直な彼に惹かれ、口実を作っては何かと第08小隊に付きまとう。しかし、当初からシローに意中の女性（アイナ）がいることを察しており、年齢的に未成熟かつ荒事に身を置く自分が女性としての魅力に乏しいとの思い込みも手伝って、告白には至っていない。もっとも、その想いは周囲の知るところであり、好意を向けられているシローの煮え切らない態度にミケルが激昂する一幕もある。
戦後はミケルと共に行方不明になったシロー捜索の旅に出て、紆余曲折の末にようやく山奥で静かに暮らすシローとアイナに出会う。
小説版では村が連邦軍の略奪に遭い、複数の連邦軍兵士から性的暴行を受ける最中に舌を咬んで自害するという悲惨な最期を遂げている。また、戦後シローとアイナの間に生まれた女児は「キキ」と名付けられている。

### チビ
- 声 - 千葉一伸
- 登場話数：第3・6・8話

第3話でシローを拉致したゲリラの1人。まだ少年風で前歯が欠けており、鼻に絆創膏を貼って帽子を逆向きに被っている。「ヒッヒッヒ」と下品な笑い声を上げる。語尾に「〜だべ」を付ける変な訛りのある口調。シローを再度キキの水浴びを出歯亀に来たものと勘違いし、足蹴にする。

### ネスカ・コールマン
- 声 - 林原めぐみ
- 登場：サウンドトラックCD『機動戦士ガンダム 第08MS小隊 REPORT.2 ひとつひとつの歯車』

サイド6に籍を置くジャーナリストで、戦地取材のため同僚と共にコジマ大隊に同道するが、取材中の戦闘に巻き込まれ同僚は死亡。彼女自身は救援に駆けつけた第08小隊に救出される。反戦意識が強く、兵士や現地民の戦争に対する不満の声を集めようと躍起になる。しかし、目の前の現実を生き抜く事に必死の彼等の姿を目の当たりにし、兵士の生きる意志を否定できなくなる。
オデッサ作戦の発動前に、本社の指示でヨーロッパに向かっている。

### ノッポ
- 声 - 菅原淳一
- 登場話数：第3・6・8話

第3話でシローを拉致したゲリラの1人。げっそり痩せ細った体躯は「ノッポ」というよりもゾンビのような印象を受ける。シローを再度キキの水浴びを出歯亀に来たものと勘違いしてチビやヒゲと共に散々に痛めつける。バレストの指示でシローを解放したあと、第08小隊の攻撃に乗じて一斉に蜂起し村を奪還。
第8話ではゲリラの拠点とも知らずトップのザク部隊が食糧調達に来た際に、アスがキキを襲おうとしたことへ激怒し、ロケットランチャーでアスのザクを攻撃し戦端を開いてしまう。その後、シローの勇敢な生身での戦闘により制御不能に陥ったトップのザクへ群がり引きずり出してリンチにしようとするが、恐怖に怯えたトップはザクに搭載した対人兵器をゲリラに向かって使用したため、彼もその直撃を受け瀕死となる。その後の生死は不明。
なお、彼が使用したロケットランチャーはカールグスタフ無反動砲のコピー品であり、ゲリラはこれらの旧式兵器を用いてMS相手に一定の戦果を挙げている。

### バレスト
- 声 - 広瀬正志
- 登場話数：第3・8話

東南アジア密林地帯で活動する現地民ゲリラ達の重鎮でキキ・ロジータの父。禿頭で濃いヒゲと黒い眼帯が特徴で、ガウンを羽織っている。敵拠点攻略のために迂回したシロー・アマダが、ゲリラの活動地域に入り彼等に捕えられて以降、キキの強い後押しに負けて第08小隊と奇妙な協力関係を築く事となる。ゲリラの頭目だけあって強面だが、娘にはめっぽう甘く親バカな一面も。
足が不自由で、車椅子での生活を余儀なくされている。
村に侵入したジオン公国軍モビルスーツ小隊との間に起こった諍いの中、ザク（デル機）がジャンプで脱出を試みた際に部下のヒゲが背後から攻撃を仕掛けたのが仇となり、バランスを崩したザクの至近距離からのスラスター噴射を浴びてヒゲと共に家屋ごと吹き飛ばされ死亡。
小説版によれば元軍人で、脚を怪我して村に戻り、村人に戦い方を教えたとされる。ただし、軍属の頃にはMSはなかったため、対MS戦に関しては自己流である。

### ヒゲ
- 声 - 茶風林
- 登場話数：第3・6・8話

第3話でシローを拉致したゲリラの1人。あごヒゲを生やしずんぐり太った巨漢で、バレストの車椅子を押すのも彼が担当している。シローを再度キキの水浴びを出歯亀に来たものと勘違いしてチビやノッポと共に散々に痛めつける。バレストの指示でシローを解放した後、第08小隊の攻撃に乗じて一斉に蜂起し村を奪還。
村に侵入したトップのジオン公国軍モビルスーツ小隊との間に起こった諍いの中、ザク（デル機）がジャンプで脱出を試みた際に彼がバレストの制止を聞かずに背後から攻撃を仕掛けたのが仇となり、バランスを崩したザクの至近距離からのスラスター噴射を浴びてバレストと共に家屋ごと吹き飛ばされ死亡。

### マリア
- 声 - 山口奈々
- 登場話数：第5話

第5話で待機命令を破って近くの村へ祝杯を上げに行ったエレドア・マシスとミケル・ニノリッチが、ジオン兵に捕まり監禁されたホテルで女主人を務める気丈な老婦人。2人に食事を差し入れ、ジオン軍の隙を見て匿っていたキキ・ロジータを村から逃がす。ジダン・ニッカードに“女神”と崇拝されているほか、ノリス・パッカードも彼女に対して礼節ある態度を見せている。